# پکن اپرای بلوز
پکن اپرای بلوز (به انگلیسی: Peking Opera Blues) یک فیلم سینمایی هنگ کنگی محصول سال ۱۹۸۶ به کارگردانی تسوی هارکاست. این فیلم ترکیبی از کمدی، اکشن و درام با صحنه‌هایی از اپرای پکن است. کارگردان تسوی هارک این فیلم را به عنوان یک طنز در مورد «نادیده گرفتن چینی دموکراسی» توصیف کرد. این فیلم برای شش جایزه در جشنواره فیلم هنگ کنگ از جمله بهترین بازیگر زن نامزد شده‌است.

## بازیگران و نقش‌ها
- بریجیت لین
- چری چانگ - شونگ
- سالی یه - بای نیو
- کنث تسانگ - ژنرال تسو
- وو ما - آقای وانگ
- پل چون - فوم گوم سائو
- مارک چنگ - لیانگ پاک هوی
- چونگ کووک کیونگ - مرد تنگ
- کو فنگ - فرمانده لیو
- هویی سانگ لی - سرباز با سبیل
- لئونگ پوچیه
- ساندرا نگ
- دین شک
- یین شاما
- تین چینگ
- دیوید وو